# サイモン・ウィンチェスター
サイモン・ウィンチェスター、OBE（英語: Simon Winchester , 1944年9月28日 - ）は、イギリスのロンドン出身のジャーナリスト、著作家。
ガーディアンの下で働いた時期に血の日曜日事件やウォーターゲート事件などの事件を取材した。
完成まで70年もの歳月を費やした「オックスフォード英語辞典」（OED）の編集主幹ジェームズ・マレーと彼に協力した狂人の関わりについて詳述した『博士と狂人 世界最高の辞書OEDの誕生秘話』（1998年）と、世界初の地質図を作成しながら晩年まで報われぬウィリアム・スミスの波乱の生涯に焦点を当てた『世界を変えた地図』（2001年）は「ニューヨーク・タイムズのベストセラーリスト」入り書籍となっている。

## 生い立ち
ウィンチェスターはイギリスのロンドンにて出生し、少年期はドーセットにある数校のボーディングスクールに通学した。アメリカ合衆国内をヒッチハイクしながら1年過ごした後、1963年に地質学の勉強のためにオックスフォード大学セント・キャサリンズ・ カレッジに入学し、1966年に卒業した。大学卒業後にカナダに本社を置く鉱山会社のファルコンブリッジ社のアフリカ支社に入社した彼はウガンダで地質学者として銅鉱床を探索する作業に携わるようになった。

## 経歴
ジェームズ・モリスがエベレストの初登頂に成功したイギリス登山隊による1953年のエベレスト遠征について詳述した『Coronation Everest』のコピーを読んだウィンチェスターはその直後にジャーナリストになることを決意する。
1969年からガーディアンで働くようになり、まず最初にニューカッスル・アポン・タインに拠点を置く地域特派員として、次いで北アイルランド担当の特派員となった。北アイルランド時代のウィンチェスターは血の日曜日事件やベルファストにおける血の金曜日事件などの北アイルランド問題関連の事件も取材した。1971年にイギリスで起こった北アイルランドの報道をめぐる論争にも関与し、イギリス軍兵士によるバーニー・ワットの射殺を正当防衛によるものだとする見解を示した。
1972年にバングラデシュ独立戦争を取材するためにカルカッタに特派員として数ヶ月派遣された後はワシントンD.C.でその後の4年間の大半を過ごし、第37代アメリカ合衆国大統領リチャード・ニクソンの辞任に繋がるウォーターゲート事件やジミー・カーターが第39代アメリカ合衆国大統領に選出される1976年アメリカ合衆国大統領選挙の取材も担当した。
ウィンチェスターはガーディアンを去った後にサンデー・タイムズで働いたが、1982年にアルゼンチンによるフォークランド諸島侵攻を取材した際にイギリスのスパイであると疑われて捕まり、囚人同然の生活を3か月間送った。BBCが1992年に放送したフォークランド紛争を取り上げたテレビ映画『アン・ジェントルマンリー・アクト』ではポール・ジェフリーがウィンチェスターを演じた。
1985年にフリーランスのライターとなり、香港を旅行した。ウィンチェスターは旅行雑誌コンデナスト・トラベラー誌のアジア太平洋地域エディターに任命された。その後の15年間でナショナルジオグラフィック誌やスミソニアン誌などのいくつもの旅行雑誌のために取材活動を行った。
最初の著書『In Holy Terror』（1975年）では混乱極まるアルスターで取材を行った時期に遭遇したトラブルについて報告している。3冊目の著書『Prison Diary』（1983年）ではティエラ・デル・フエゴでの自身の獄中生活について詳述している。
ウィンチェスターが最初に大きな成功を収めた著書は『博士と狂人 世界最高の辞書OEDの誕生秘話』（1998年）である。最終的に完成まで70年の歳月を費やすことになる「オックスフォード英語辞典」（OED）を編纂するプロジェクトを主導したジェームズ・マレーと彼に日々手紙を送り続ける謎の協力者ウィリアム・チェスター・マイナー（その正体は精神病院に収容された狂人であった）の間の20年におよぶ親密ながら奇妙な関係を詳述し、「ニューヨーク・タイムズのベストセラーリスト」入り書籍となった。1998年にメル・ギブソンがこの作品の映画化権を買い取り、20数年を経て映画化された。
世界初の地質図を作成したものの、その業績が認められずに苦難の日々が続き、晩年になってようやく報われることになるウィリアム・スミスの波乱の生涯に焦点を当てた『世界を変えた地図』（2001年）は第二の「ニューヨーク・タイムズのベストセラーリスト」入り書籍となった。その後はオックスフォード英語辞典を編纂する物語についての続編『オックスフォード英語大辞典物語』（2003年）、歴史上最悪の大噴火となった1883年のクラカタウの噴火が地球上に及ぼした影響を検証した『クラカトアの大噴火』（2003年）、アメリカ史上最悪の自然災害となった1906年のサンフランシスコ地震を地質学的な視点も含めて包括的かつ詳細に描いた『世界の果てが砕け散る』（2005年）、生涯を通じて中国に魅了され続けたジョゼフ・ニーダムの伝記『The Man Who Loved China』（2008年）、チャールズ・ラトウィッジ・ドジソン（ルイス・キャロル）の生涯や業績、『不思議の国のアリス』のモデルとなったアリス・リデルとの関係を描いた『The Alice Behind Wonderland』（2011年）などの著書を発表している。

## 著書
- In Holy Terror (1975年) (ISBN 978-0571106288)
- American Heartbeat: Notes from a Midwestern Journey (1976年) (ISBN 978-0571108787)
- Prison Diary, Argentina (1983年) (ISBN 978-0701127480)
- Stones of Empire: The Buildings of the Raj (1984年) (ISBN 978-0192114495)  - 写真を提供。著者はジャン・モリス（英語版）
- Their Noble Lordships: Class and Power in Modern Britain (1984年) (ISBN 978-0394524184)
- Outposts: Journeys to the Surviving Relics of the British Empire（英語版） (1985年) (ISBN 978-0340337721)
- Korea: A Walk Through the Land of Miracles（英語版） (1988年) (ISBN 978-0135166260)
- Pacific Rising: The Emergence of a New World Culture  (1991年) (ISBN 978-0138077938)
- Hong Kong: Here Be Dragons (1992年) (ISBN 978-1556702495)  - リッチ・ブラウン、ジェームズ・マーシャルとの共著
- Pacific Nightmare: How Japan Starts World War III : A Future History (1992年) (ISBN 978-1559721363) 
  - 『太平洋の悪夢 日本に再び原爆が投下される日』 鈴木主税訳、飛鳥新社、1992年 (ISBN 978-4870311190)
- Small World: A Global Photographic Project, 1987-1994. (1995年) (ISBN 978-1899235056) - マーティン・パー（英語版）が写真を提供
- The River at the Center of the World: A Journey Up the Yangtze, and Back in Chinese Time（英語版） (1996年) (ISBN 978-0805038880)
- The Surgeon of Crowthorne: A Tale of Murder, Madness and the Making of the Oxford English Dictionary (1998年) (ISBN 978-0670878628) 
  - 『博士と狂人 世界最高の辞書OEDの誕生秘話（英語版）』鈴木主税訳、早川書房、1999年 (ISBN 978-4152082206) 。ハヤカワ文庫NF、2006年 (ISBN 978-4150503062)
- The Fracture Zone: A Return to the Balkans (1999年) (ISBN 978-0670889556)
- The Map That Changed the World: William Smith and the Birth of Modern Geology (2001年) (ISBN 978-0060193614) 
  - 『世界を変えた地図 ウィリアム・スミスと地質学の誕生（英語版）』野中邦子訳、早川書房、2004年 (ISBN 978-4152085795)
- Krakatoa: The Day the World Exploded (2003年) (ISBN 978-0670911264) 
  - 『クラカトアの大噴火 世界の歴史を動かした火山（英語版）』柴田裕之訳、早川書房、2004年 (ISBN 978-4152085436)
- The Meaning of Everything: The Story of the Oxford English Dictionary (2003年) (ISBN 978-0198607021) 
  - 『オックスフォード英語大辞典物語（英語版）』苅部恒徳訳、研究社、2004年 (ISBN 978-4327451769)
- Lonely Planet Simon Winchester's Calcutta (2004年) (ISBN 978-1740595872)
- A Crack in the Edge of the World: America and the Great California Earthquake of 1906 (2005年) (ISBN 978-0060571993) 
  - 『世界の果てが砕け散る サンフランシスコ大地震と地質学の大発展』柴田裕之訳、早川書房、2006年 (ISBN 978-4152087850)
- The Man Who Loved China: The Fantastic Story of the Eccentric Scientist Who Unlocked the Mysteries of the Middle Kingdom (2008年) (ISBN 978-0060884598) - ジョゼフ・ニーダムの伝記
- Atlantic: Great Sea Battles, Heroic Discoveries, Titanic Storms,and a Vast Ocean of a Million Stories (2010年) (ISBN 978-0061702587)
- The Alice Behind Wonderland (2011年) (ISBN 978-0195396195)
- Skulls: An Exploration of Alan Dudley's Curious Collection (2012年) (ISBN 978-1579129125) 
  - 『スカル アラン・ダドリーの驚くべき頭骨コレクション』堀口容子訳、グラフィック社、2014年 (ISBN 978-4766125948) 。ニック・マン撮影。山田格監修
- The Men Who United the States: America's Explorers, Inventors, Eccentrics and Mavericks, and the Creation of One Nation, Indivisible (2013年) (ISBN 978-0062079602)
- When the Earth Shakes: Earthquakes, Volcanoes, and Tsunamis (2015年)
- Pacific: Silicon Chips and Surfboards, Coral Reefs and Atom Bombs, Brutal Dictators, Fading Empires, and the Coming Collision of the World's Superpowers (2015年)
- The Perfectionists: How Precision Engineers Created the Modern World (also published as Exactly: How Precision Engineers Created the Modern World (2018年) 
  - 『精密への果てなき道　シリンダーからナノメートルEUVチップへ』梶山あゆみ訳、早川書房、2019年 (ISBN 978-4152098795)

## 栄誉と帰化
ウィンチェスターは「2006年新年の栄誉リスト」でジャーナリズムと文学に対する貢献が称えられ、イギリス女王エリザベス2世より大英帝国勲章のオフィサー章を授与されている。
また、2009年10月にはオックスフォード大学セント・キャサリンズ・ カレッジの名誉フェローの称号を授与されている。
2011年7月4日の『コンスティチューション』号の式典に参加してアメリカ合衆国の市民権を獲得した。